# Tchériba
Tchériba est une commune située dans le département de Tchériba, dont elle est le chef-lieu, de la province du Mouhoun au Burkina Faso.

## Géographie
La commune est traversée par la route nationale 14.

## Santé et éducation
Tchériba accueille un centre de santé et de promotion sociale (CSPS) tandis que le centre hospitalier régional (CHR) se trouve à Dédougou.